# Centris urens
Centris urens är en biart som beskrevs av Jesus Santiago Moure 2000. Centris urens ingår i släktet Centris och familjen långtungebin. Inga underarter finns listade.